# Troyan
Troyan (en búlgaro: Троян) es una ciudad de Bulgaria en la provincia de Lovech.

## Geografía
Se encuentra a una altitud de 399 m s. n. m. a 156 km de la capital nacional, Sofía.

## Demografía
Según estimación 2012 contaba con una población de 22 435 habitantes.
|         | 2004   | 2005   | 2006   | 2007   | 2008   | 2009   | 2010   |
| Mujeres | 11 315 | 11 273 | 11 256 | 11 277 | 11 290 | 11 159 | 11 001 |
| Varones | 11 149 | 11 084 | 11 092 | 11 050 | 10 977 | 10 838 | 10 722 |
| Total   | 22 464 | 22 357 | 22 348 | 22 327 | 22 267 | 21 997 | 21 723 |